# باتلفيلد 4
باتلفيلد 4 (بالإنجليزية: Battlefield 4)‏ هي لعبة فيديو من نوع تصويب منظور الشخص الأول وهي الجزء الرابع من سلسلة باتلفيلد، من نشر شركة إلكترونيك آرتس ومن تطوير ديجيتال إلوجينز سي إي. تم الكشف عنها بشكل كامل في مؤتمر جي دي سي 2013 المقام في «سان فرانسيسكو» في 26 مارس 2013. وصدرت في أكتوبر ونوفمبر 2013 لجهاز البلاي ستيشن 4 والبلاي ستيشن 3 والإكس بوكس ون والإكس بوكس 360 ومايكروسوفت ويندوز.
تلقت باتلفيد 4 ردود فعل إيجابية. فتم مدح طور اللعب الجماعي وطريقة اللعب والرسومات، لكن أيضاً تم انتقاد طور القصة القصير والسطحي والعديد من الأخطاء البرمجية والغليتشات. حققت اللعبة نجاحًا تجاريًّا حيث باعت أكثر من 7 ملايين نسخة.

## أُسلوب اللعب
تستعمل اللعبة اسلوب (heads-up display (HUD أي عرض معلومات الشخصية بشكل بصري على الشاشة مثل المعدات الصحية ومدى التقدم في اللعبة (النقاط أو المستوى) اما واجهة اللعبة بشكل عام فتضم مستطيل في الزاوية اليسرى السفلى يحتوي على خريطة مصغرة وبوصلة لغرض الملاحة وكذلك شريط اشعارات مصغر; اما الجهة اليمنى السفلى فتضم مقياس للذخيرة والصحة، في الجهة العليا اليمنى يتم عرض اشعارات لمن يقتل داخل اللعبة لجميع اللاعبين، وفي الجهة العليا اليسرى يوجد نافذة للمحادثة خلال طور اللعب الجماعي، تعرض الخارطة المصغرة وكذلك الشاشة الرئيسية للعبة رموز تظهر ثلاثة أنواع من الكيانات: الازرق للحلفاء، الاخضر لرفاقك في الفرقة، والبرتقالي للأعداء. تضم اللعبة أيضا خيارا للمصابين بعمى الالوان يسمح بتغيير مؤشرات اللون للحصول على رؤية أفضل.
من مميزات اللعبة أيضا هي تطوير اسلوب استخدام الاسلحة مثل استخدام اسلحة ذات نطاق رؤية عالي والقدرة على تحديدهم بلون مختلف عند استخدام منظار السلاح، استخدام اسلحة ذات اسا اليب رماية مختلفة (اوتماتيكي، نصف اوتماتيكي), تحسين نظام سقوط الرصاصة بعد الإطلاق بدون التأثير على قابلية توجيه السلاح والرماية، تحسين مهارات القتال والاشتباك بالأيدي والاسلحة البيضاء وصد الهجمات من الامام في حالة الوقوف والأنحناء، اطلاق النار باستخدام اسلحة الاعداء الشخصية خلال السباحة والغوص لتجنب امكانية تحديد مكانك من قبل الاعداء.

### طور القصة
تدور أحداث القصة في عام 2020 حيث تستعد الصين لمساندة روسيا في حربها ضد الولايات المتحدة لكن تحدث بعض الأمور الداخلية في الصين التي تؤدي لاضطرابات تدفع اسطولي روسيا والولايات المتحدة للمرابطة أمام السواحل الصينية ومن هنا تبدأ القصة..

### الطور الجماعي
طور اللعب الجماعي هو الطور الذي يوليه الاستديو الاهتمام الأكبر لأنه روح اللعبة واساسها، الخاصية العائدة لهذا الطور هي خاصية Commander mode أو نمط القائد والتي كانت تتواجد في الجزء باتلفيلد 2142 وستتيح لك التحكم في اللعب من خلال جهازك اللوحي عبر تقديم الدعم لفريقك بإلقاء صناديق الذخيرة أو الإسعافات الأولية حتى إطلاق الصواريخ من القواعد على أهداف أرضية تحاصر فريقك. سيمكنك الاختيار في طور اللعب الجماعي بين ثلاثة جيوش الولايات المتحدة، روسيا، الصين. وكل جيش يحمل زيه الخاص واسلحته الخاصة ومركباته الخاصة به.
هذا الطور خضع للتغير الأبرز في السلسلة وهو Levolution الذي سيجعل اللعب الجماعي أكثر متعة واثارة، الإضافة الجديدة Levolution ستجعل الخريطة تتفاعل مع اللاعبين مثل سقوط برج أو حدوث عاصفة استوائية أو انهيار سد وتعرض المدينة بأكملها لفيضان أو فتح الأبواب وغلقها أو رفع الجسور.
تغير الظروف الجوية في الخريطة وتغير طبيعتها هدفه قلب الطاولة على الفرق المتبارية فاذا كان هناك فريق ما متقدم في النتيجة ومع تغير الظروف يجب عليه تغيير الاستراتيجية والتكيف معه طبيعة الخريطة الجديدة والا سيقوم الفريق الأخر بهذا الأمر أولاً وسيبدأ في قلب الأمور لصالحه والسيطرة على القتال.
طور اللعب الجماعي سيأتي بعدد 10 خرائط كبداية وهن "Siege of Shanghai", "Paracel Storm", "Zavod 311", "Lancang Dam", "Flood Zone", "Rogue Transmission", "Hainan Resort", "Dawnbreaker", "Operation Locker" و"Golmud Railway" ومن ثم هناك 5 محتويات إضافية ستضيف كل منهما عدد أربع خرائط ليصبح المجموع الإجمالي بالنهاية 30 خريطة.أنماط اللعب الجماعي نفسها خضعت لبعض التغييرات ومنها من حضر بنفس الطلة من الجزء السابق وأبرزها:
- CONQUEST: هذا الطور هو بمثابة الحرب الشاملة طائرات، دبابات، مدرعات، زوارق، وسيارات القتال الميدانية الخفيفة وسط كل هذا الجنود العاديين، الطور يجعلك تلعب بطريقتك فهذه أرض المعركة وهذه ادواتك اختر منها ما يضمن لك المتعة ولا تنسي مساعدة الفريق، الهدف بسيط وهو السيطرة على أكبر عدد من الاعلام لأطول مدة من الوقت. قبل أن تهم بالهجوم على الفريق الأخر تأكد من تأمين المناطق التي تستحوذ عليها مسبقاً فمثلما تستطيع الهجوم ومداهمة الفريق المنافس فانه في أي لحظة يستطيع فعل المثل بالضبط.[9][11]
- OBLITERATION: هو أحد الأنماط الجديدة في اللعبة فكرته هي وجود قنابل موقوتة في انحاء عشوائية متفرقة بالخريطة الفريقان عليهم التقاتل من أجل الحصول على هذه القنبلة ومن ثم القائها في إحدى المناطق الثلاث الخاصة بالفريق الأخر وتفعيلها وتفجير الشيء المهم بهذا المكان للفريق المنافس، المباراة تستمر حتى تدمر المهمات الثلاثة الموجودة في منطقة الفريق المنافس كلها ومن يقوم بتدمير المناطق الثلاث أولاً يفوز بالمباراة. النمط سريع وستكون ميزته هي التعاون بين أعضاء الفريق لتأمين مكان الانفجار من الهجوم واللحاق بالقنبلة قبل الفريق الأخر، كما أنه سيكون قتال ضيق الأركان بدون توجيه بمعني أن القتال سينحصر في مكان واحد بين الفريقين حتى تنتهي المهمة ومن ثم الانتقال لمكان أخر بدون تفريق الفريقين في أماكن مختلفة على الخريطة الكبيرة.[9][11]
- DEFUSE: عدد اللاعبين هنا قليل جداً حيث سيكون 5 أفراد مقابل 5 مهمتكم هي اللعب متسللين فالموضوع أشبه بعمل الفرق الخاصة التي تداهم المكان خلسة بدون أن يراهم أحد أو يسمعهم أحد، لديك خيارين حتى يفوز فريقك اما قتل الفريق الأخر بالكامل أو زرع قنبلة موقوتة في منشأتهم لتدميرها.[12]
- DOMINATION: النمط تواجد من قبل في باتلفيلد 3 والذي يفرض عليك إيقاع لعب سريع للغاية في مساحات ضيقة وتوقيت الاستحواذ على الاعلام في الخريطة أسرع من نمط Conquest.[9][11]
- RUSH: هذا النمط من أحد علامات سلسلة باتلفيلد البارزة في تاريخها ولا يمكن ازاحته جانباً والغائه، الهدف منه هو تفجير M-COM الخاص بالفريق المدافع واحدة تلو الأخرى حتى تصل الي الأخيرة لتعلن انتصارك. أما الفريق المدافع علي إيقاف هذا الهجوم ولاستماته في الدفاع عن هذه المواقع قبل تفجيرها والصمود فكلما صمدت أكثر كلما قلت نقاط الفريق الأخر وبينما تقل النقاط الخاصة به الي الصفر تعلن نفسك المنتصر.[9][11]
- TEAM DEATHMATCH: النمط الأكثر شهرة في ألعاب التصويب تقريباً كل لعبة تصدر تمتلك هذا النمط ويمكنك تمييز اسمه بسهولة ومعرفة ما هي النقطة التي يدور حولها النمط، العملية باختصار أنت تتجول بسلاحك في الخريطة وأي شخص لا ينتمي لفريقك اقتله.[9][11]
- SQUAD DEATHMATCH: تقسم الفرق الي 4 كل منها 5 أفراد واللعب سيكون بنفس أسلوب النمط الأصلي لكن لديك 3 فرق يجب أن تتغلب عليها لتعتلي صدارة الترتيب.[11]

## التصميم والتطوير
من الأشياء التي خضعت للتغيير في اللعبة وهو القدرات الخاصة التي يمكن تخصيصها في اللعبة، في باتلفيلد 3 تستطيع اختيار أو اكتساب قدرة حمل ذخيرة أكثر أو اكتساب مناعة أكبر ضد الانفجارات وهكذا حسب الاختيار في أي وقت خلال اللعب يمكن تخصيصها لكن الأمر تغير هنا فلن تتمكن من العمل على هذا الأمر بنفس السهولة بل سيتوجب عليك السير في اتجاه محدد لاكتساب هذه الخصائص داخل المعركة بالعمل ضمن الفريق وانهاء المهمات بالتعاون مع افراد فريقك فكلما زاد التعاون أكثر كلما تمكنت من اكتساب هذه الخصائص.
في باتلفيلد 4 تسمي هذه الخصائص field upgrades وهي ثلاثة أنواع دفاعي وهجومي وشبحي كل منهما تناسب أسلوب لعب مختلف وتتكون كل منهما من أربعة مستويات الأولي منها مفتوحة للجميع عندما يبدأ اللعب وهي الدرع الخاصة بالنوع الدفاعي سيتوجب عليك حتى تكتسب ما بعدها أن تقوم ببعض الأمور مثل إعادة عدد معين من افراد فريقك للحياة أو تزويد البعض بالإسعافات الأولية، العملية معقدة بعض الشيء.
أحد الأشياء التي تغيرت هي التخصيص وتعديل الأسلحة حيث أصبح أعمق ويتيح التعديل على أجزاء أكثر بخيارات أكثر خصوصا الإكسسوار الخاصة بالأسلحة مثل الليزر والعدسات حتى مقابض السلاح سيمكن التعديل عليها بحرية أكبر من ذي قبل فلديك في النهاية 240 ألف قطعة تحتار بينهم الأفضل لسلاحك وما يجعلك أفضل من الاخرين.
التخصيص أيضاً سيوفر العديد من الاشكال التي يمكن أن تضيفها الي سلاحك مثل الألوان والتي تتواجد أيضاً للمركبات التي اولاها فريق التطوير جانباً من عملية التخصيص بالطبع من دبابات الي طائرات ومركبات أرضية، كل شيء يتم تخصيصه وتعديله حتى يمكن للجميع اكتساب افضليات على الجميع بعمل سلاحه الذي يناسب أسلوبه.

### الأسلحة
| الاسم                   | الصورة | بلد الأصل        |
| ----------------------- | ------ | ---------------- |
| أي ايه كي -971          |        | روسيا            |
| AK-200                  |        | روسيا            |
| CZ-805 BREN             |        | جمهورية التشيك   |
| M16                     |        | الولايات المتحدة |
| البندقية الآلية طراز 95 |        | الصين            |
| M320                    |        | ألمانيا          |
| M26                     |        | الولايات المتحدة |
| CZ Scorpion Evo 3       |        | جمهورية التشيك   |
| FN P90                  |        | بلجيكا           |
| UMP                     |        | ألمانيا          |
| RPG-7                   |        | روسيا            |
| Stinger                 |        | الولايات المتحدة |
| إم 249                  |        | الولايات المتحدة |
| XM25                    |        | الولايات المتحدة |
| M40                     |        | الولايات المتحدة |
| SV-98                   |        | روسيا            |

### المركبات
| الاسم                  | الصورة | بلد الأصل        |
| ---------------------- | ------ | ---------------- |
| Type 99                |        | الصين            |
| M1 Abrams              |        | الولايات المتحدة |
| لاف-25                 |        | كندا             |
| مركبة الهجوم البرمائية |        | الولايات المتحدة |
| MK19                   |        | كندا             |
| Viper                  |        | الولايات المتحدة |
| هاربن                  |        | الصين            |
| Mil Mi-28              |        | روسيا            |
| T-90                   |        | روسيا            |
| إم 142 هيمارس          |        | الولايات المتحدة |
| F-35                   |        | الولايات المتحدة |
| A-10 Thunderbolt II    |        | الولايات المتحدة |
| AC-130                 |        | الولايات المتحدة |
| Changhe Z-11           |        | الصين            |
| UH-1Y                  |        | الولايات المتحدة |
| J-20                   |        | الصين            |
| MH-6                   |        | الولايات المتحدة |
| Su-25                  |        | روسيا            |
| 2K22                   |        | روسيا            |

## منعها في الصين
مُنعت اللعبة في الصين من قبل وزارة الثقافة بسبب تشويه سمعتها والأمن القومي وهجوم عدواني عليها وعدم سعادتها بعد أن تم إضافة خريطة “China Rising” والتي تمنح اللاعب أربع مناطق موجودة في الصين للقتال فيها، لا ننسى أن قصة اللعبة نفسها تدور حول محاولة الإطاحة بالحكومة الصينية.